# Absorció de dos fotons

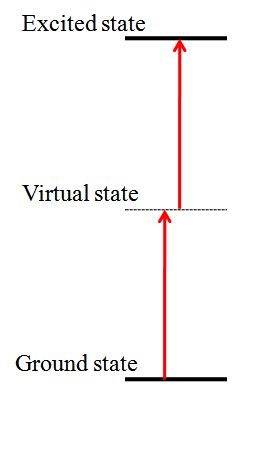
Esquema dels nivells d'energia implicats en l'absorció de dos fotons.

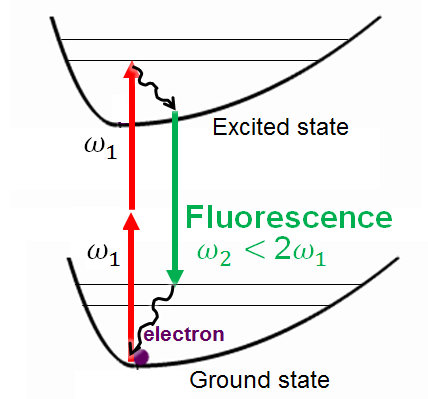
Esquema dels nivells d'energia implicats en la fluorescència excitada de dos fotons. Primer hi ha una absorció de dos fotons, seguida d'una desexcitació no radiativa i una emissió de fluorescència. L'electró torna a l'estat fonamental per una altra desexcitació no radiativa. La pulsació creada és, per tant, més petit que el doble de la pulsació excitada

L'absorció de dos fotons (amb acrònim anglès TPA o 2PA) o l'excitació de dos fotons o l'absorció no lineal, és l'absorció simultània de dos fotons de freqüències idèntiques o diferents per excitar una molècula d'un estat (normalment l'estat fonamental) a una energia més alta, normalment un estat electrònic excitat. L'absorció de dos fotons amb freqüències diferents s'anomena absorció de dos fotons no degenerada. Com que el TPA depèn de l'absorció simultània de dos fotons, la probabilitat de TPA és proporcional al quadrat de la intensitat de la llum, per tant, és un procés òptic no lineal. La diferència d'energia entre els estats inferior i superior implicats de la molècula és igual o menor que la suma de les energies fotoniques dels dos fotons absorbits. L'absorció de dos fotons és un procés de tercer ordre, amb una secció transversal d'absorció normalment diversos ordres de magnitud més petita que la secció transversal d'absorció d'un fotó.
L'excitació de dos fotons d'un fluoròfor (una molècula fluorescent) condueix a una fluorescència excitada de dos fotons on l'estat excitat produït pel TPA decau per emissió espontània d'un fotó a un estat d'energia més baix.
El fenomen va ser predit originalment per Maria Goeppert-Mayer l'any 1931 a la seva tesi doctoral. Trenta anys més tard, la invenció del làser va permetre la primera verificació experimental del TPA quan es va detectar fluorescència excitada amb dos fotons en un cristall dopat amb europi. Poc després, es va observar l'efecte en vapor de cesi i després en CdS, un semiconductor.